# Anders Peter Johansson
Anders Peter Johansson (i riksdagen kallad Johansson i Stensjö), född 17 augusti 1852 i Slöinge församling, Hallands län, död 3 maj 1920 i Eftra församling, Hallands län, var en svensk lantbrukare och riksdagsman.
Johansson var lantbrukare i Stensjö i Halland. Han var som riksdagsman ledamot av riksdagens andra kammare 1897–1902, invald i Årstads och Faurås häraders valkrets. Han var även landstingsman i Hallands län.

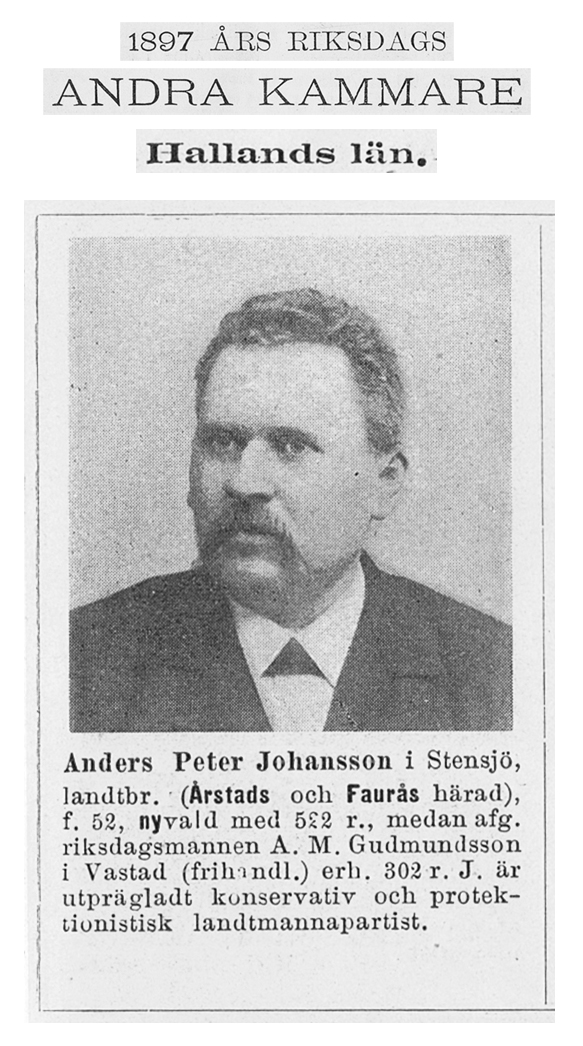
1897 års riksdag
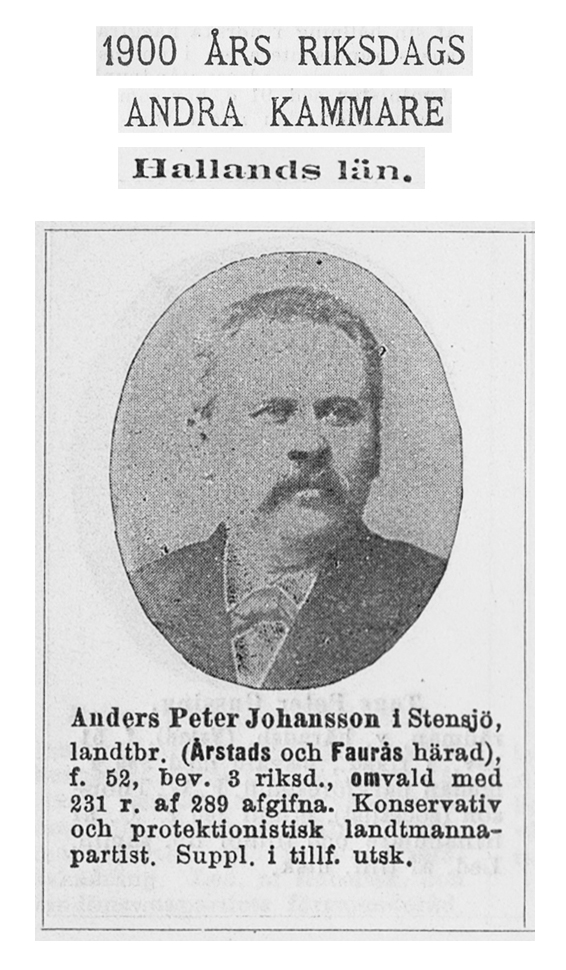
1900 års riksdag